# International Business Times
Die International Business Times ist eine US-amerikanische Onlinepublikation mit Redaktionssitz in einem ehemaligen Büro der Newsweek im Finanzdistrikt, Lower Manhattan in New York.

## Geschichte
Gegründet wurde die International Business Times 2005 von dem Franzosen und ehemaligen Studenten der London School of Economics, Etienne Uzac. Er rekrutierte Johnathan Davis sich dem Unternehmen anzuschließen. In 2012 wurde Jeffrey Rothfeder zum Chefredakteur ernannt, während Davis sich um die Strategie der Inhalte kümmerte.
Am 4. August 2013 kündigte die IBT Medien, Besitzer von IBTimes, den Kauf von Newsweek und newsweek.com von IAC an. Im Kauf war The Daily Beast nicht enthalten.
Im Jahr 2014 wurde Peter S. Goodman, bisheriger Executive Business-Editor und globaler Nachrichtenredakteur der The Huffington Post, zum Herausgeber.
Im Jahr 2015 zählt sie jeden Monat mehr als 90 Millionen Aufrufe, sie steht damit bei Alexa Internet auf Platz 6 der meistbesuchten Wirtschaftsnachrichtenportale im Internet.
Es gibt Online-Ausgaben für die USA, das Vereinigte Königreich, Singapur, Indien und Australien – jeweils in englischer Sprache.